# Рашмор, Чарльз
Чарльз Эдвард Рашмор (англ. Charles Edward Rushmore; 2 декабря 1857 — 31 октября 1931) — американский предприниматель и юрист. В его честь названа знаменитая гора Рашмор, на скалах которой высечены профили нескольких президентов страны.

## Биография
Родился в Нью-Йорке. Состоял в браке с Жанетт Карпентер. Находясь по делам в районе горы, тогда безымянной, получил от спутника предложение назвать её в его честь. По другой версии, Рашмор ежегодно охотился в районе горы и местные жители стали называть её его именем, хотя имя у неё уже было. Так или иначе, Совет США по географическим названиям присвоил горе имя Рашмора с июня 1930 года. Рашмор пожертвовал на создание Д. Г. Борглумом скульптурного портрета президентов $5,000 — наибольшее пожертвование от одного лица. 10 августа 1927 мемориал был торжественно открыт президентом Кулиджем.
Рашмор был членом братства Фи Гамма Дельта и ложи Kane Lodge No. 454, F&AM (NYC).